# 小行星6839
小行星6839（英語：6839 Ozenuma）是一颗围绕太阳公转的小行星。1995年11月18日，小林隆男在大泉町发现了此天体。
这颗小行星的绝对星等为87.02878等。